# Besa Imami
Besa Imami (ur. 8 sierpnia 1928 w Gjakove, zm. 21 września 2014 w Tiranie) – albańska aktorka.

## Życiorys
Była jednym z pięciorga dzieci nauczyciela Ferida i Behixhe. W 1931 ojciec wyjechał do Kukësu, wkrótce dołączyła do niego rodzina. Po śmierci Ferida, Behixhe wraz z dziećmi przeniosła się w roku 1937 do Tirany. W okresie okupacji B.Imami uczestniczyła w ruchu oporu, działając w młodzieżowej organizacji Debatik. Jej brat Besim zginął w czasie wojny.
Po zdobyciu władzy przez komunistów w 1944 r. podjęła pracę w biurze ewidencji ludności. Przed wyborami parlamentarnymi w 1945 r. wystąpiła po raz pierwszy na scenie, w przedstawieniu „Burri, burrë”, przygotowanym przez zespół amatorski pod kierunkiem reżysera Pandi Stillu. We wrześniu 1946 rozpoczęła pracę w Teatrze Ludowym (alb. Teatri Popullor) w Tiranie, debiutując w 1946. Z tą sceną (później nazwanym Teatrem Narodowym) związała się do 1990, grając w nim ponad 90 ról scenicznych. Na dużym ekranie zadebiutowała rolą Doniki – żony Skanderbega w albańsko-sowieckiej koprodukcji Skanderbeg. Ostatnią rolę filmową zagrała w 2006 w filmie Eduart (w reż. Angeliki Antoniou).
W 1961 r. została uhonorowana tytułem „Zasłużonego Artysty” (alb. Artist i Merituar). Zmarła po długiej chorobie w swoim mieszkaniu w Tiranie.
Była mężatką (mąż Petro Zheji), miała syna Artura. Imię aktorki nosi ulica w Gjakove.

## Role filmowe
- 1953: Skanderbeg jako Donika Kastrioti
- 1972: Ndërgjegja
- 1973: Brazdat jako Marta
- 1975: Ne fillim te veres jako Tana
- 1979: Radiostacioni jako matka aresztowanego robotnika
- 1990: Balada e Kurbinit jako matka Gurgena
- 2002: Kobieta bez skrzydeł jako Gjelina
- 2006: Eduart jako muzułmanka